# Golpe de Estado em Burquina Fasso em 2015
Golpe de Estado em Burquina Fasso foi um golpe militar realizado neste país em 16 e 17 de setembro de 2015, quando as forças do Regimento de Segurança Presidencial (em francês: Régiment de sécurité présidentielle, RSP) de Burquina Fasso invadiram a sede do governo em Uagadugu, durante a celebração de um conselho de ministros. Os militares mantidos retidos pela força o presidente Michel Kafando, o primeiro-ministro Yacouba Isaac Zida (ex-vice-comandante do RSP) e vários membros do gabinete, e declarou a dissolução do governo de transição (estabelecido após a queda de Blaise Compaoré, presidente entre 1987 e 2014) e das instituições.

## Eventos
Os soldados do Regimento de Segurança Presidencial (RSP), um corpo de elite do exército e guarda pretoriana do ex-presidente Compaoré, exilado na Costa do Marfim, anunciaram ter dissolvido as instituições da transição e prometeram organizar eleições inclusivas.
O general Gilbert Diendéré, ex-chefe do Estado-Maior do ex-presidente, se colocou à frente do Conselho Nacional para a Democracia (CND), o novo órgão governante implantado pelos golpistas.
Além disso, os militares anunciaram que foi instaurado um toque de recolher entre as 19h00 e as 06h00 e que as fronteiras terrestres e aéreas do país foram fechadas até nova ordem.
Pouco antes, em uma mensagem à televisão nacional, o tenente Mamadú Bamba, do RSP, anunciou a renúncia do governo de transição, presidido por Michel Kafando, e do chamado Conselho Nacional de Transição.
"Teve início um grande diálogo para formar um governo que se dedicará à restauração da ordem política do país e da coesão nacional que conduza a eleições inclusivas e em calma", acrescentou Bamba.
O Regimento de Segurança Presidencial rejeitava a lei eleitoral que proibia aos partidários do ex-presidente se apresentar às eleições de 11 de outubro. Essa lei impedia a apresentação dos que apoiaram a tentativa de Compaoré, quando estava no poder, de modificar a Constituição para eliminar o limite de mandatos presidenciais.
Durante o golpe, as ruas da capital estavam quase desertas, as lojas e escritórios administrativos fechados, enquanto o grande mercado da capital estava vazio.
A crise começou na tarde de quarta-feira, com a invasão no palácio presidencial, em pleno conselho de ministros, pelos militares do Regimento de Segurança Presidencial. Os militares tomaram como reféns o presidente interino, Michel Kafando, o primeiro-ministro, Isaac Zida, e vários membros do governo. Segundo fontes concordantes, os militares deixaram as mulheres que formam parte do governo sair.
O presidente do Conselho Nacional de Transição, Cheriff Sy, denunciou na rádio francesa RFI um "golpe de Estado" e pediu à população "que se mobilize imediatamente".Nas redes sociais, o movimento "Vassoura cidadã", que liderou os protestos contra o ex-presidente Compaoré, convocou uma nova concentração para "dizer 'não' ao golpe de Estado em andamento".
Na manhã seguinte foram ouvidos disparos em Uagadugu, a capital do país, enquanto os militares da guarda presidencial formavam barricadas ao redor de Ouaga2000, o bairro onde se encontra o palácio presidencial.

## Reações
O golpe provocou a condenação unânime da comunidade internacional e o Conselho de Segurança da ONU, a União Africana, a União Europeia e a Comunidade Econômica de Estados da África ocidental exigiram a libertação de Kafando e de seu gabinete.
- Estados Unidos: Almirante John Kirby em nome do Departamento de Estado exigiu "a libertação imediata" dos representantes das autoridades temporárias do país.

- Organização das Nações Unidas: Numa declaração unânime, os países-membros do Conselho de Segurança reiteraram o pedido de libertação imediata do Presidente, Michel Kafando, e do primeiro-ministro, detidos pelos autores do golpe militar.[3]

- União Africana: União Africana suspende Burquina Fasso após Golpe de Estado militar[4]

- França: O presidente francês, François Hollande, condenou, por sua vez, um golpe de Estado e exigiu a restauração das instituições.[2]